# Generation M
Generation M egy ötrészes Marvel Comics minisorozat, írója Paul Jenkins, rajzolója Ramon Bachs.
A történet egy Sally Floyd nevű emberre koncentrál, aki a fiktív, The Alternative című újság riportere. Az M-day eseményeit követően, mikor a Skarlát Boszorkány megfosztotta erejétől a világ mutánsainak több mint 90%-át, ennek következtében sokan életüket elvesztették. Sally meggyőzi szerkesztőjét, hogy írhasson az exmutánsokról. Miután az írását közlik, hazatérve az ajtaján egy borítékot talál ezzel a felirattal "Nem haltak meg elegen" (Not Enough Died), belsejében korábbi mutánsok fotóival, akiket az M-day óta gyilkoltak meg. Azóta kiderült, hogy a gyilkos a Ghoul (The Ghoul) néven ismert mutáns volt, aki megtartotta képességeit, de az elméje elborult.

## #1 (2006. január)
Sally Floyd a The Alternative című újság fiatal riportere okos asszony, de túl sokat iszik mióta lánya, Minnie elhunyt és alkoholizmusával sok fejtörést okoz a szerkesztőjének is. Az M-day alkalmával egy fiatal mutáns Ned Ralston, aki sárkányszerű külsővel rendelkezett, a szeme láttára a földbe csapódik és meghal. Sally ismerte Ned-et, és részt vesz a temetésén.
Egy hatalmas derékszögű sírt ástak a testnek. Nednek nem voltak álnevei, mint más alakváltó mutánsnak, például Árnyéknak, az X-Menből. Egy hétköznapi fickó volt, attól eltekintve, hogy sárkánybőrben repülhetett. Sally emlékszik rá, hogy szeretett a medencében játszani. Ned apja nemrég halt meg egy betegséget követően, és valószínűleg azért repült aznap (ez évben először), hogy rendezze a gondolatait- töpreng Sally- és most itt van. A temetésen rajta kívül csak ketten jelentek meg. Az egyik talán az anyja lehetett, ő hangosan sírt, a másik egy esernyővel védte. A pap a végére ért a szentbeszédnek és mind elindultak magára hagyva a nőt a sírnál.
Mikor az elkövetkező napok során számos hasonló eseményt tapasztaltak a világ minden tájáról. Az egyes személyek számára, mit Ned is volt, katasztrófával ért fel. Az Inferno nightklub tulajdonosa és fő attrakciója Tony Romeo spontán égésben elhamvadt. A Long Island-en élő Jeannie Martin negyven hüvelykes nyaka képtelen volt tovább tartani a feje súlyát és 25 éves nyomorúsága egy csattanással véget ért. Senki nem hívta a zsarukat órákon keresztül.
A változások önkényesek voltak, mintha Isten megpróbálná bebizonyítani, hogy az élet igazságtalan. Néhány mutáns megtartotta az alakját, de elvesztette hatalmait. Gary Peterson megfulladt tíz láb mélyben, amikor a kopoltyúi bezáródtak. Az egész olyan volt, mint egy anti-bomba, ami ahelyett, hogy elváltozásokat okozna, megszünteti azokat.
Az újság Mutant Diaries- tehát Mutáns Naplók cím alatt írni akar az eseményekről és Sally-t küldi ki, hogy tudósítson, mikor Sykes képviselő sajtókonferenciát tart. A nyilatkozata alapján a riporternő nyílt színen mutáns-ellenességgel vádolja meg a képviselőt. Sykes kifejti, hogy tudják, hogy terrorista szervezetek toboroznak lázadó mutánsokat, valamint, hogy ők minden állampolgár biztonságát szeretnék szavatolni és a demokráciára hivatkozva tisztára mossa magát (úgy-ahogy).
Azon az éjszakán Sally Floyd csak két mondatot írt, ami összegezte a konfrontációjukat. „Én vakbuzgónak neveztem. Ő engem kommunistának.” (I called him a bigot. He called me a communist.) Szerkesztője Neil, nem volt elragadtatva a teljesítményétől és egy másik riportert küldött, hogy helyette meginterjúvolja a polgármester tanácsadóját. Sally-nek nagy erőfeszítésébe kerül, mire meggyőzi, hogy mégis írhasson a Mutáns Naplókba.
Néhány nappal később a rovatot felkeresik a Midtown Hospital-ból, hogy az egyik betegük érdekelhetné őket. A hátsó oldalon csempészik be őket, majd a küldönc bemutatja őt Gina Gonzales-nek az EMT-től (Emergency Medical Technician), aki elmeséli, hogy minap egy névtelen hívást kaptak a Brooklyn Bridge környékéről. Azt hitték valaki megsebesült.
Mikor Gináék megérkeztek a hídhoz az X-Men mutáns szuperhőscsapat két tagját Küklopszot és Rozsomákot találták egy testtel. Gina elvezeti Sallyt a szobához, közben megemlíti, hogy a két X hátrahagyott nekik pár berendezést, ami segíti a beteg vérkeringését- bár nem értik igazán, hogyan működik. Az öntudatlan paciens nem más, mint Jonothon "Jono" Evan Starsmore, más néven a Chamber. A mellkasán egy tátongó üreg látható.
Sally annak idején készített vele egy interjút. Hihetetlennek tartotta, hogy a szívében nukleáris folyamatok zajlanak, miközben kedves angol gyerekként érdeklődött az európai futball iránt, és mindemellett telepatikusan kommunikált. Gina elmondja, hogy Chamber most már csak a túlélés iránt érdeklődik, mesterséges szív tartja életben, a nővérek pedig rettegnek, hogy az eszméletlen mutáns fiatalból eleven atombomba válik.
A Mutáns Naplóknak hatalmas sikere lesz, és Sally egy nap az ajtaján egy borítékot vesz észre. A nőt elborzasztja a tartalma.

### Érdekességek
- A történetben szerepel Oprah Winfrey, egy valóságos amerikai televíziós személyiség és filmszínésznő.

## #2 (2006. február)
Izzo nyomozó, Peterson, Sally és szerkesztője, Neil a mutáns gyilkosságokról beszélnek. Sally bűnösnek érzi magát és azon töpreng miatta indult e el a kivégzéshullám. Izzo véleménye az, hogy ez a Mutáns Naplók nélkül is bekövetkezett volna, a gyilkos a riportert és az újságot csak arra használja fel, hogy több figyelmet kapjon. A további cikkek megírásához Sally meglátogat egy Stacy X nevű korábbi mutánst, valahai X-Man-t, aki most prostituált. Stacy kissé nyersen fogalmazza meg életfilozófiáját: bár az X-Men csapat valóban új célokat adott neki és egy jobb élet lehetőségét, de valójában mindig is prostituált volt, csak különböző csomagolásban.
Sally visszatér a The Alternative-hoz és Neil-től új feladatot kap. Az X-Men-ről akar egy cikket és a csapat reakciójáról az M-Dayt követő eseményekre. Sally szerint az ötlet szívás, de ettől függetlenül elmegy fiatal barátnőjéhez Jubilation Lee-hez a useyourvoice.org hivatalába. Jubilee nem nagy segítség és a nap vége Sallyt elhagyott otthonában találja, ahol leissza magát.
A következő reggelen miután meginterjúvolt egy korábban mutáns erőkkel bíró kosárlabda játékost, Izzo nyomozó Latoya Jefferson borzalmas haláláról tájékoztatja. Az új elmélete, hogy a gyilkos nem egy elmebeteg… hanem egy mutáns!

## #3 (2006. március)
Sally újra a lányával álmodik, mikor egy telefonhívást kap egy férfitól, aki Ghoul-nak nevezi magát. Azt állítja ő az exmutánsok gyilkosa és el akarja mondani a történetét.

## Külső hivatkozások
- Decimation: Generation M